# Tadeusz Waśko
Tadeusz Waśko (ur. 9 grudnia 1922 w Krakowie, zm. 4 maja 1980 w Otwocku), polski piłkarz, pomocnik. Długoletni zawodnik warszawskiej Legii.

## Życiorys
Przed wojną trenował w krakowskiej Wiśle. Po jej zakończeniu krótko był zawodnikiem klubu GWKS Orzeł Częstochowa. W latach 1945–1949 występował w Legii i rozegrał w jej barwach 2 ligowe sezony. Grał także w Gwardii Warszawa.
W reprezentacji Polski debiutował 4 kwietnia 1948 w meczu z Bułgarią, ostatni raz zagrał w tym samym roku. Łącznie w biało-czerwonych barwach rozegrał 7 spotkań.

## Źródła
- Andrzej Gowarzewski, Stefan Szczepłek, Bożena Lidia Szmel Legia to potęga, prawie 90 lat prawdziwej historii. Wydawnictwo GiA, Katowice 2004 (9. część cyklu Kolekcja Klubów)